# Taare Zameen Par
Pour plus de détails, voir Fiche technique et Distribution.
Taare Zameen Par (hindi : तारे ज़मीन पर) est un film de Bollywood dramatique indien, réalisé et produit par Aamir Khan, sorti le 21 décembre 2007 en Inde et en France. Les rôles principaux sont tenus par Darsheel Safary et Aamir Khan et les rôles secondaires sont tenus par Sachet Engineer, Tanay Chheda et Tisca Chopra.
Taare Zameen Par rencontre un grand succès commercial international et fut très acclamé par les critiques. Il fut sélectionné par la Film Federation of India pour représenter l'Inde aux Oscars.

## Synopsis
Ishaan Awasti un garçon dyslexique, incompris par l'école et ses parents qui, ignorant son handicap, lui reprochent ses mauvais résultats scolaires. Proche de son frère aîné, fierté de la famille et doué au tennis, Ishaan se réfugie dans le dessin et préfère se promener dans les rues de son quartier et s'évader dans son monde imaginaire. Un jour, alors qu'il fait l'école buissonnière, son frère le protège en faisant un mot qui l'excuse, mais le père découvre la supercherie et décide d'inscrire son fils dans un pensionnat. Ishaan vit mal cet éloignement, d'autant plus qu'il est pris en grippe par un professeur qui réussit à le dégoûter du seul loisir qui le protège du monde des adultes, le dessin. Ishaan se coupe peu à peu des enfants et se mure en silence dans la colère. Ses parents, persuadés d'agir pour le bien de l'enfant, refusent de le retirer de cet établissement. Mais alors qu'il envisage le pire, un élève lui annonce l'arrivée d'un nouveau professeur, Ram Shankar Nikumbh (Aamir Khan), qui, voyant la détresse de l'enfant, décide de l'aider.

## Fiche technique
Sauf mention contraire, cette fiche technique est établie à partir d'IMDb.
- Titre original : Taare Zameen Par
- Titre original en hindi : तारे ज़मीन पर
- Réalisation : Aamir Khan
- Scénario : Amol Gupte
- Direction artistique : Sachin Bhoir
- Décors : Shruti Gupte
- Costumes : Priyanjali Lahiri
- Son : Nakul Kamte
- Photographie : M. Sethuraaman
- Montage : Deepa Bhatia
- Musique : Shankar Mahadevan, Ehsaan Noorani, Loy Mendonsa
- Paroles : Prasoon Joshi
- Production : Aamir Khan
- Sociétés de production[3] : Aamir Khan Productions, PVR Pictures
- Sociétés de distribution : Walt Disney Studios Home Entertainment (États-Unis), UTV Motion Pictures
- Pays de production :  Inde
- Langue : Hindi, anglais
- Format[4] : Couleurs - 2,35:1 - DTS / Dolby Digital / SDDS - 35 mm
- Genre : Drame, musical
- Durée : 165 minutes (2 h 45)
- Dates de sortie en salles[5]  : 
  - France : 21 décembre 2007
  - Inde : 21 décembre 2007
  - Canada : 21 décembre 2007
  - États-Unis : 12 janvier 2010 (sortie en DVD)

## Distribution
- Darsheel Safary : Ishaan Nandkishore Awasthi
- Aamir Khan : Ram Shankar Nikumbh
- Sachet Engineer : Yohaan Nandkishore Awasthi
- Tanay Chheda : Rajan Damodaran
- Tisca Chopra : Maya Awasthi
- Vipin Sharma (en) : Nandkishore Awasthi
- Girija Oak :  Jabeen
- Bugs Bhargava : Sen Sir
- Shankar Sachdev : Tiwari Sir
- M. K. Raina : le principal

## Distinctions[6]

### Récompenses et nominations
| Année | Distinction                                    | Catégorie                              | Nom                                                              | Résultat   |
| ----- | ---------------------------------------------- | -------------------------------------- | ---------------------------------------------------------------- | ---------- |
| 2008  | Festival international du film de Mumbai       | Meilleur film                          | Taare Zameen Par                                                 | Nomination |
| 2008  | Filmfare Awards                                | Meilleur film                          | Taare Zameen Par                                                 | Lauréat    |
| 2008  | Filmfare Awards                                | Meilleur réalisateur                   | Aamir Khan                                                       | Lauréat    |
| 2008  | Filmfare Awards                                | Meilleure histoire                     | Amole Gupte                                                      | Lauréat    |
| 2008  | Filmfare Awards                                | Prix de la critique du meilleur acteur | Darsheel Safary                                                  | Lauréat    |
| 2008  | Filmfare Awards                                | Meilleur acteur                        | Darsheel Safary                                                  | Nomination |
| 2008  | Filmfare Awards                                | Meilleur acteur dans un second rôle    | Aamir Khan                                                       | Nomination |
| 2008  | Filmfare Awards                                | Meilleure actrice dans un second rôle  | Tisca Chopra                                                     | Nomination |
| 2008  | Screen Awards                                  | Meilleur jeune acteur                  | Darsheel Safary                                                  | Lauréat    |
| 2008  | Screen Awards                                  | Meilleur dialogue                      | Amole Gupte                                                      | Lauréat    |
| 2008  | Screen Awards                                  | Meilleur réalisateur                   | Aamir Khan (partagé avec Shimit Amin pour Chak De ! India)       | Lauréat    |
| 2008  | Screen Awards                                  | Meilleur parolier                      | Prasoon Joshi (pour Maa)                                         | Lauréat    |
| 2008  | Screen Awards                                  | Meilleure histoire                     | Amole Gupte                                                      | Lauréat    |
| 2008  | Screen Awards                                  | Meilleur acteur dans un second rôle    | Aamir Khan                                                       | Lauréat    |
| 2008  | Screen Awards                                  | Meilleur réalisateur débutant          | Aamir Khan                                                       | Lauréat    |
| 2008  | Screen Awards                                  | Meilleur film                          | Taare Zameen Par                                                 | Nomination |
| 2008  | Screen Awards                                  | Meilleur parolier                      | Prasoon Joshi (pour Taare Zameen Par)                            | Nomination |
| 2008  | Screen Awards                                  | Meilleure direction musicale           | Shankar Mahadevan, Ehsaan Noorani, Loy Mendonsa                  | Nomination |
| 2008  | Screen Awards                                  | Meilleur chanteur de play-back         | Shankar Mahadevan (pour Maa et Taare Zameen Par)                 | Nomination |
| 2008  | Screen Awards                                  | Meilleur scénario                      | Amole Gupte                                                      | Nomination |
| 2008  | Screen Awards                                  | Meilleurs effets spéciaux              | Tata Elxsi                                                       | Nomination |
| 2008  | Screen Awards                                  | Meilleur acteur dans un second rôle    | Vipin Sharma                                                     | Nomination |
| 2008  | Screen Awards                                  | Meilleure actrice dans un second rôle  | Tisca Chopra                                                     | Nomination |
| 2008  | Zee Cine Awards                                | Meilleur réalisateur                   | Aamir Khan                                                       | Lauréat    |
| 2008  | Zee Cine Awards                                | Meilleur parolier                      | Prasoon Joshi (pour Maa)                                         | Lauréat    |
| 2008  | Zee Cine Awards                                | Meilleure réalisateur débutant         | Aamir Khan                                                       | Lauréat    |
| 2008  | Zee Cine Awards                                | Prix de la critique du meilleur acteur | Darsheel Safary                                                  | Lauréat    |
| 2008  | Zee Cine Awards                                | Meilleur jeune acteur                  | Darsheel Safary                                                  | Lauréat    |
| 2008  | Zee Cine Awards                                | Meilleur scénario                      | Amole Gupte                                                      | Lauréat    |
| 2009  | Apsara Film & Television Producers Guild Award | Meilleur film                          | Taare Zameen Par                                                 | Lauréat    |
| 2009  | Apsara Film & Television Producers Guild Award | Meilleur réalisateur                   | Aamir Khan                                                       | Lauréat    |
| 2009  | Apsara Film & Television Producers Guild Award | Meilleur scénario                      | Amole Gupte                                                      | Lauréat    |
| 2009  | Apsara Film & Television Producers Guild Award | Meilleur parolier                      | Prasoon Joshi (pour Maa)                                         | Lauréat    |
| 2009  | Apsara Film & Television Producers Guild Award | Meilleur chanteur de play-back         | Shankar Mahadevan (pour Maa)                                     | Lauréat    |
| 2009  | Apsara Film & Television Producers Guild Award | Meilleure histoire                     | Amole Gupte                                                      | Lauréat    |
| 2009  | Apsara Film & Television Producers Guild Award | Meilleurs effets spéciaux              | Vaibhav Kumaresh, Dhimant Vyas                                   | Lauréat    |
| 2009  | Apsara Film & Television Producers Guild Award | Meilleur acteur                        | Darsheel Safary                                                  | Nomination |
| 2009  | Apsara Film & Television Producers Guild Award | Meilleure direction musicale           | Shankar Mahadevan, Ehsaan Noorani, Loy Mendonsa (pour Rock On!!) | Nomination |